# Anke Reitzenstein
Anke Reitzenstein (* 17. Dezember 1961 in Göttingen) ist eine deutsche Schauspielerin, Synchronsprecherin sowie Hörspiel- und Hörbuchsprecherin.

## Leben

### Frühes Leben und Ausbildung
Anke Reitzenstein wurde am 17. Dezember 1961 in Göttingen geboren. Sie absolvierte eine private Schauspielausbildung. Bereits während dieser Zeit sammelte sie erste Erfahrungen als Synchronsprecherin.

### Karriere
Ihr Debüt als Schauspielerin gab sie 1988 im Kinofilm Die Venusfalle. Es folgten Fernsehrollen, unter anderem in Drei Damen vom Grill und Rosa Roth. Parallel begann ihre Karriere als Synchronsprecherin, wobei sie erstmals größere Bekanntheit durch die Übernahme der Rolle der Officer Judy Hoffs (Holly Robinson Peete) in der Serie 21 Jump Street erlangte.

### Synchronisation
Reitzenstein zählt zu den meistbeschäftigten deutschen Synchronsprecherinnen. Sie leiht ihre Stimme unter anderem Whitney Houston, Angela Bassett, Melissa McCarthy, Ashley Judd und Jeri Ryan. Besonders bekannt ist sie als deutsche Stimme von Dr. Miranda Bailey (Chandra Wilson) in der Serie Grey’s Anatomy sowie als Stimme von Seven of Nine (Jeri Ryan) in Voyager und Star Trek: Picard. Insgesamt hat sie über 1600 Synchronrollen gesprochen.

### Hörspiele und Hörbücher
Seit 2007 spricht sie die Figur Britt Stern in der Hörspielserie …und nebenbei Liebe. Außerdem ist sie in weiteren Produktionen wie dem Star-Wars-Hörspiel Dark Lord zu hören. Als Hörbuchsprecherin las sie unter anderem die Black Forest-Reihe von Karla Seitz ein.

### Privates
Anke Reitzenstein lebt in Berlin. Sie ist leidenschaftliche Dressurreiterin und veranstaltet regelmäßig sogenannte Kriminal-Menüs, also interaktive Krimidinner. Darüber hinaus engagiert sie sich im Tierschutz, insbesondere in der Vermittlung von Hunden, und nimmt an ehrenamtlichen Projekten gegen Lebensmittelverschwendung im Rahmen von Foodsharing teil.

## Synchronarbeiten (Auswahl)
Melissa McCarthy
- 2000–2007: Gilmore Girls (Fernsehserie) als Sookie St. James
- 2008–2012: Samantha Who? (Fernsehserie) als Dena
- 2010: So spielt das Leben als DeeDee
- 2011: Brautalarm als Megan
- 2012: The Nines – Dein Leben ist nur ein Spiel als Margaret / Melissa / Mary
- 2012–2016: Mike & Molly (Fernsehserie) als Molly Flynn
- 2012: Immer Ärger mit 40 als Catherine
- 2013: Taffe Mädels als Det. Shannon Mullins
- 2013: Voll abgezockt als Diana
- 2013: Hangover 3 als Cassandra
- 2014: St. Vincent als Maggie Bronstein
- 2014: Tammy – Voll abgefahren als Tammy
- 2015: Spy: Susan Cooper Undercover als Susan Cooper
- 2016: The Boss als Michelle Darnell
- 2016: Ghostbusters als Abby Yates
- 2016: Central Intelligence als Darla
- 2017: Gilmore Girls: Ein neues Jahr (Fernsehserie) als Sookie St. James
- 2018: How to Party with Mom als Deanna „Dee Rock“ Miles
- 2018: The Happytime Murders als Connie Edwards
- 2018: Can You Ever Forgive Me? als Lee Israel
- 2019: The Kitchen – Queens of Crime als Kathy Brennan
- 2021: Thunder Force als Lydia
- 2021: Nine Perfect Strangers als Francis Welty
- 2021: Der Vogel als Lilly Maynard
- 2022: God’s Favorite Idiot (Fernsehserie, 8 Episoden) als Amily Luck
- 2022: Thor: Love and Thunder als Hela-Schauspielerin
- 2023: Arielle, die Meerjungfrau als Ursula
- 2024: Only Murders in the Building als Doreen
- 2024: Unfrosted als Donna Stankowski

Angela Bassett
- 1993: Tina – What’s Love Got to Do with It? als Anna Mae Bullock / Tina Turner
- 1995: Strange Days als Lornette „Mace“ Mason
- 2002: Land des Sonnenscheins – Sunshine State als Desiree Perry
- 2008: Nichts als die Wahrheit als Bonnie Benjamin
- 2009: Emergency Room – Die Notaufnahme (Fernsehserie) als Dr. Cate Banfield
- 2011: Green Lantern als Dr. Amanda Waller
- 2013–2016, 2018: American Horror Story (Fernsehserie) als Marie Laveau, Desiree Dupree, Ramona Royale, Lee Harris und Monet Tumusiim
- 2015: Survivor als Maureen Crane
- 2018: Black Panther als Königinmutter Ramonda
- 2018: Mission: Impossible – Fallout als Erica Sloan
- seit 2018: 9-1-1: Notruf L.A. (Fernsehserie) als Athena Grant
- 2021: What If…? (Fernsehserie) als Königinmutter Ramonda
- 2022: Black Panther: Wakanda Forever als Königinmutter Ramonda

Ashley Judd
- 1995: Die Passion des Darkly Noon als Callie
- 2000: Wo dein Herz schlägt als Lexie Coop
- 2001: Männerzirkus als Jane Goodale
- 2002: Frida als Tina Modotti
- 2004: Twisted – Der erste Verdacht als Jessica Pollard
- 2009: Helen als Helen
- 2010: Zahnfee auf Bewährung als Carly
- 2011: Flypaper – Wer überfällt hier wen? als Kaitlin
- 2011: Mein Freund, der Delfin als Lorraine Nelson
- 2014: Die Bestimmung – Divergent als Natalie Prior
- 2015: Die Bestimmung – Insurgent als Natalie Prior
- 2016: Die Bestimmung – Allegiant als Natalie Prior

Jeri Ryan
- 1998–2002: Star Trek: Raumschiff Voyager (Fernsehserie) als Seven of Nine
- 2005: Boston Public (Fernsehserie) als Ronnie Cooke
- 2006: O.C., California (Fernsehserie) als Charlotte Morgan
- 2006: Two and a Half Men (Fernsehserie) als Sherri
- 2008–2009: Shark (Fernsehserie) als Jessica Devlin
- 2011–2013: Body of Proof (Fernsehserie) als Dr. Kate Murphy
- 2011–2013: Leverage (Fernsehserie) als Tara Cole
- 2012–2013: Warehouse 13 (Fernsehserie) als Amanda Lattimer
- 2016: Bosch (Fernsehserie) als Veronica Allen
- 2020–2023: Star Trek: Picard (Fernsehserie) als Seven of Nine

Julianna Margulies
- 1995–1996, 2001: Emergency Room – Die Notaufnahme (Fernsehserie) als Schwester Carol Hathaway (1. Stimme)
- 2001: Ein Mann für geheime Stunden als Dena Tiller
- 2002: Evelyn als Bernadette Beattie
- 2006: Snakes on a Plane als Clair
- 2006: Scrubs – Die Anfänger (Fernsehserie) als Neena Broderick
- 2010–2017: Good Wife (Fernsehserie) als Alicia Florrick
- 2011: Meet the Rizzos als Joyce Rizzo
- 2021: The Morning Show als Laura Peterson

Catherine Keener
- 1997: Echt Blond als Mary
- 2008: Hamlet 2 als Brie Marschz
- 2010: Trust – Die Spur führt ins Netz als Lynn
- 2013: Can a Song Save Your Life? als Miriam Hart
- 2013: Captain Phillips als Andrea Phillips
- 2017: Get Out als Missy Armitage

Téa Leoni
- 2001: Jurassic Park III als Amanda Kirby
- 2004: House of D als Mrs. Warshaw
- 2004: Spanglish als Deborah Clasky
- 2005: Dick und Jane als Jane Harper
- 2014–2019: Madam Secretary (Fernsehserie) als Elizabeth McCord

Vivica A. Fox
- 1996: Independence Day als Jasmine Dubrow
- 2003: Kill Bill: Vol. 1 als Vernita Green
- 2004: Kill Bill: Vol. 2 als Vernita Green
- 2008: Major Movie Star als Sgt. Louisa Morley
- 2016: Independence Day: Wiederkehr als Jasmine Dubrow-Hiller

Linda Fiorentino
- 1991: Geboren in Queens als Carla
- 1997: Men in Black als Dr. Laurel Weaver
- 2000: Ein heißer Coup als Carol MacKay
- 2002: Liberty Stands Still als Liberty Wallace

Jeanne Tripplehorn
- 1992: Basic Instinct als Dr. Beth Garner
- 2002: Spuren in den Tod als Lucinda Pond
- 2009–2012: Big Love (Fernsehserie) als Barb Henrickson
- 2012–2013: Criminal Minds (Fernsehserie) als Dr. Alex Blake

Whitney Houston
- 1992: Bodyguard als Rachel „Rach“ Marron
- 1995: Warten auf Mr. Right als Savannah „Vannah“ Jackson
- 1996: Rendezvous mit einem Engel als Julia Biggs

Viola Davis
- 2008: Das Lächeln der Sterne als Jean
- 2013: Prisoners als Nancy Birch
- 2014: Get on Up als Susie Brown

Famke Janssen
- 2008: 100 Feet als Marnie Watson
- 2012: 96 Hours – Taken 2 als Lenore
- 2014: 96 Hours – Taken 3 als Lenore St. John

Diana Lee Inosanto
- 2020: The Mandalorian als Morgan Elsbeth
- 2023: Ahsoka als Morgan Elsbeth
- 2024: Star Wars: Geschichten des Imperiums als Morgan Elsbeth

Chandra Wilson
- seit 2005: Grey’s Anatomy (Fernsehserie) als Dr. Miranda Bailey
- seit 2018: Station 19 (Fernsehserie) als Dr. Miranda Bailey

Khandi Alexander
- 1998: Verrückt nach Mary als Joanie
- 2016: Boston als Vernehmungsbeamtin

Anne Heche
- 1998: Für das Leben eines Freundes als Beth Eastern
- 1998: Psycho als Marion Crane

Illeana Douglas
- 1997: Der gebuchte Mann als Darcy O’Neil
- 2006: Stories of Lost Souls als Illeana Douglas

Salma Hayek
- 1995: Fair Game als Rita
- 1999: Dogma als Serendipity

Janeane Garofalo
- 1994: Reality Bites – Voll das Leben als Vickie Miner
- 2000: Titan A.E. als Stith

### Filme
- 1985: Nach der Finsternis – Victoria Abril als Pascale
- 1989: Police Academy 6 – Widerstand zwecklos – Anna Mathias als Bankangestellte
- 1990: Zärtliche Liebe – Molly Hagan als Ellen
- 1991: Harlem Action – Eine schwarze Komödie – Robin Givens als Imabelle
- 1993: Cool Runnings – Dabei sein ist alles – Bertina Macauley als Joy Bannock
- 1994: Forrest Gump – Hilary Chaplain als Hilary
- 1998: Der Pferdeflüsterer – Kristin Scott Thomas als Annie MacLean
- 1998: Sphere – Die Macht aus dem All – Queen Latifah als Alice „Teeny“ Fletcher
- 1998: Auf der Jagd – LaTanya Richardson als Deputy Marshal Savannah Cooper
- 1999: Message in a Bottle – Der Beginn einer großen Liebe – Robin Wright als Theresa Osborne
- 1999: Die Muse – Sharon Stone als Sarah Little
- 1999: Notting Hill – Emma Chambers als Honey
- 1999: Willkommen in Freak City – Karen Robinson als Jan (Pflegerin)
- 2000: X–Men – Halle Berry als Ororo Munroe / Storm
- 2000: Erin Brockovich – Dawn Didawick als Rosalind
- 2001: Enigma – Das Geheimnis – Saffron Burrows als Claire
- 2003: Momentum – Teri Hatcher als Jordan Ripps
- 2004: Ray – Sharon Warren als Aretha Robinson
- 2007: Alvin und die Chipmunks – Der Kinofilm – Veronica Alicino als Amy
- 2009: Begnadete Hände – Die Ben Carson Story – Kimberly Elise als Sonya Carson
- 2009: Avatar – Aufbruch nach Pandora – Michelle Rodriguez als "Trudy Chacon"
- 2010: Kiss & Kill – Mary Birdsong als Jackie Vallero
- 2011: World Invasion: Battle Los Angeles – Michelle Rodríguez als Tech Sgt. Elena Santos
- 2012: Brief an Evita – Nora Navas als Juana Dona
- 2015: Der Kaufhaus Cop 2 – Loni Love als Donna Ericone
- 2015: April und die außergewöhnliche Welt – Anne Coesens als Chimene
- 2017: Greatest Showman – Keala Settle als Lettie Lutz
- 2020: The Grudge – Tara Westwood als Fiona Landers
- 2024: The Deliverance  – Andra Day als Ebony Jackson
- 2025: Bridget Jones - Verrückt nach ihm - Sally Phillips als Shazzer

### Serien
- 1990: Hart aber herzlich – Kathleen Lloyd als Peggy Mullen
- 1990: Hart aber herzlich – Renee Anderson als Eleanor Macklin
- 1997–2000: Auf schlimmer und ewig – Stephanie Hodge als Jennie Malloy
- 2000: Providence – Leslie Silva als Dr. Helen Reynolds
- 2001: Buffy – Im Bann der Dämonen – Lindsay Crouse als Prof. Maggie Walsh
- 2003–2005: 24 – Sarah Clarke als Nina Myers
- 2003–2008: Crossing Jordan – Pathologin mit Profil – Jill Hennessy als Dr. Jordan Cavanaugh
- 2004–2007: Kim Possible – Jean Smart als Dr. Ann Possible
- 2005–2007: Der Adler – Die Spur des Verbrechens – Susan Olsen als Ditte Hansen
- 2007–2009: The L Word – Wenn Frauen Frauen lieben – Rose Rollins als Tasha Williams
- 2007–2009: CSI: NY – Claire Forlani als Dr. Peyton Driscoll
- 2007–2014: It’s Always Sunny in Philadelphia – Kaitlin Olson als Dee Reynolds
- 2007–2017: Bones – Die Knochenjägerin – Tamara Taylor als Dr. Camille Saroyan
- 2008–2014: Star Wars: The Clone Wars – Jaime King als Aurra Sing
- 2009: Prison Break – Lori Petty als Daddy
- 2011: Dexter – Maria Doyle Kennedy als Sonya
- 2012–2014: The Glades – Michelle Hurd als Colleen Manus
- 2013–2015: Under the Dome – Aisha Hinds als Carolyn Hill
- 2014: Miranda – Miranda Hart als Miranda
- 2014–2018: Z Nation – Kellita Smith als „Roberta Warren“
- 2015–2018: UnREAL – Constance Zimmer als Quinn King
- 2015–2019: Wentworth Prison – Tammy MacIntosh als Karen „Kaz“ Procter
- seit 2016: Navy CIS – Laura San Giacomo als Dr. Grace Confalone
- 2016–2023: Navy CIS: L.A. – Karina Logue als Ellen Whiting
- 2018–2023: Riverdale – Gina Gershon als Gladys Jones
- 2020–2022: Stargirl – Joy Osmanski als Paula Brooks / Tigress
- 2020: Queen Sono – Pearl Thusi als Queen Sono

### Computerspiele
- Sarah Kerrigan – Tricia Helfer – StarCraft II: Wings of Liberty
- Seven of Nine – Star Trek: Voyager – Elite Force
- Dragon Age: Inquisition – ältere, weibliche Inquisitorin
- Tell Me Why – Tessa Vecchi

## Hörspiele (Auswahl)
- 1990: Julio Cortázar: Der Verfolger – Ein Stück Jazz – Regie: Christian Brückner (Hörspiel – SWF/WDR)
- 2007–2010: … und nebenbei Liebe (Argon Verlag)
- 2008 (BookBeat: 2017): Star Wars: Dark Lord (nach James Lucenos Roman Dunkler Lord – Der Aufstieg des Darth Vader) als Celana Aldrete – Buch und Regie: Oliver Döring
- Mark Brandis
- Raumstation Alpha-Base
- Heliosphere 2265

## Hörbücher (Auswahl)
- Beverley Harper: Im ersten Glanz der Sonne. (Lübbe Audio 2007), ISBN 978-3-7857-3394-3
- Beverley Harper: Heller Mond in schwarzer Nacht. (Lübbe Audio, VÖ 13. Mai 2008), ISBN 978-3-7857-3548-0
- Andreas Wagner: Die Präparatorin. (Audible exklusiv, 4. März 2021)
- Bernhard Aichner: Dunkelkammer. der Hörverlag, 2021, ISBN 978-3-8445-4191-5
- Lesley Kara: Die Lügen (Thriller) der Audio Verlag, 2022, ISBN 978-3-7424-2326-9 (gemeinsam mit Sandrine Mittelstädt & Elmar Börger)
- Christine Brand: Der Bruder (Audible exklusiv, 2023, Milla Nova ermittelt 3)
- Hengameh Yaghoobifarah: Schwindel (Audible, 2024, Roman, mit Alina Vimbai Strähler, Eva Meckbach & Lukas von Horbatschwesky)
- Lia Middleton: Confession Room, avm Verlag & Audible, 2025